# Cova Lima
Cova-Lima est une municipalité du Timor oriental.
Il est lui-même subdivisé en 7 postes administratifs :

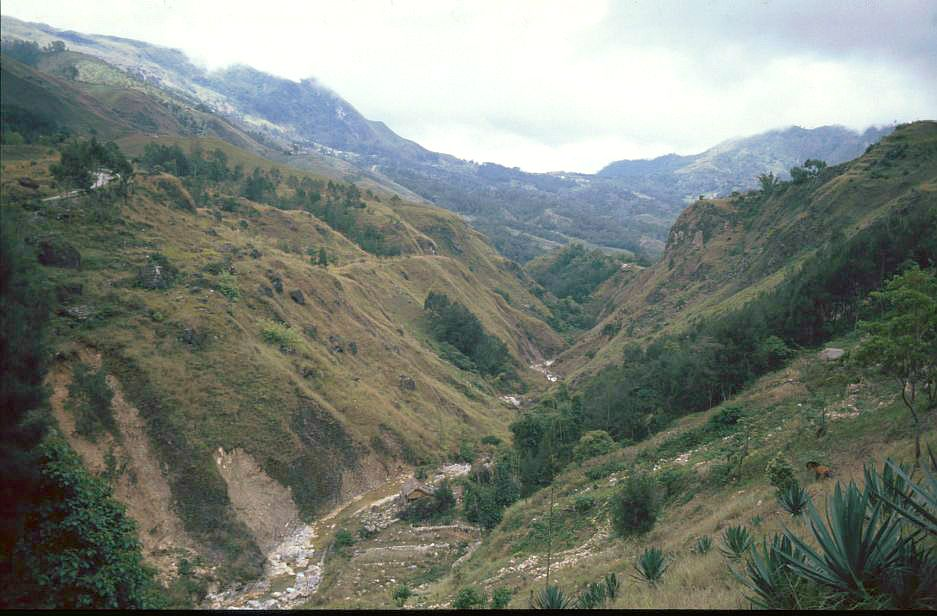
Zone montagneuse de Cova Lima

- Fatululic
- Fatumean
- Fohorem
- Zumalai
- Maucatar
- Suai
- Tilomar

## Liens externes

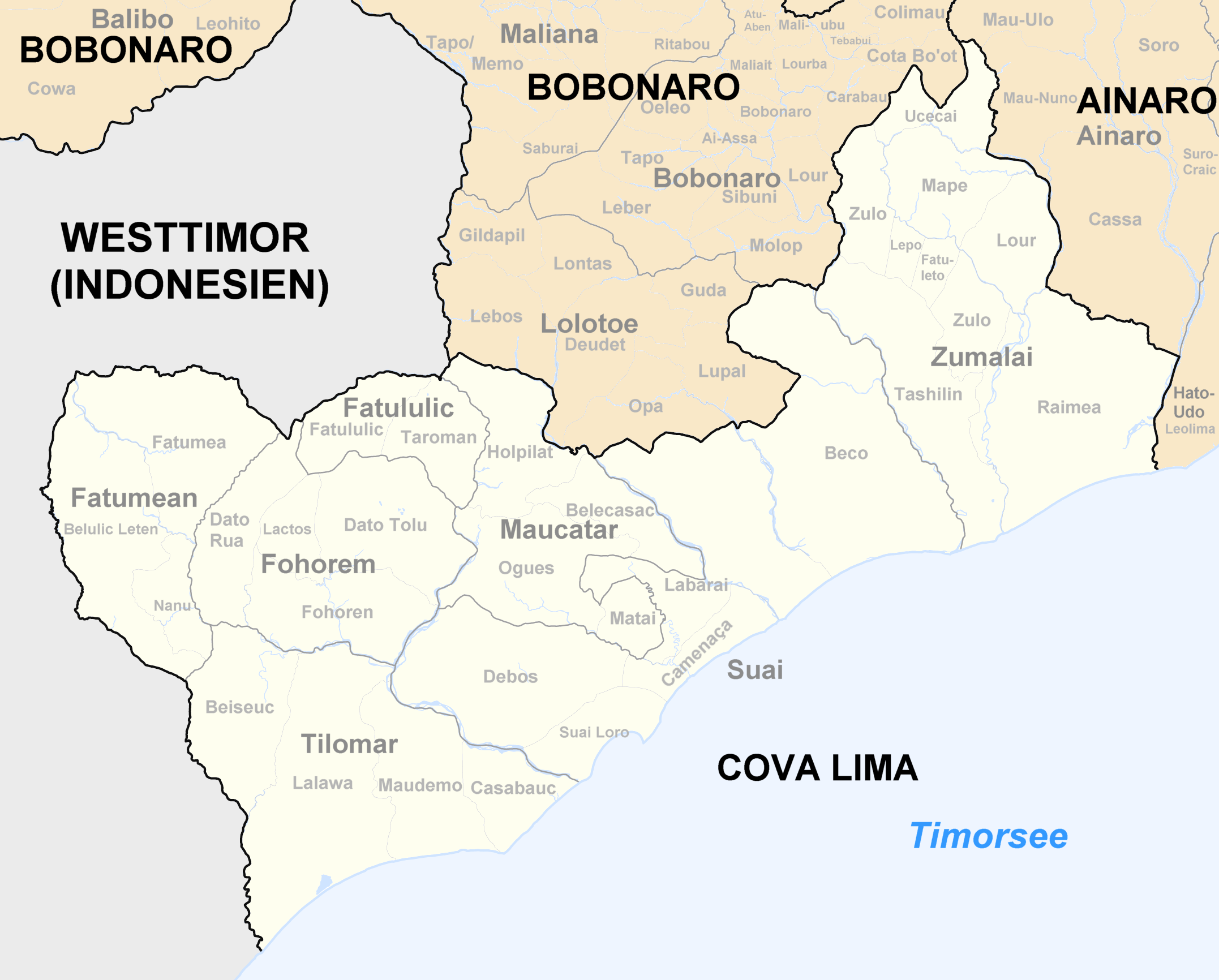
Subdivisions de municipalité

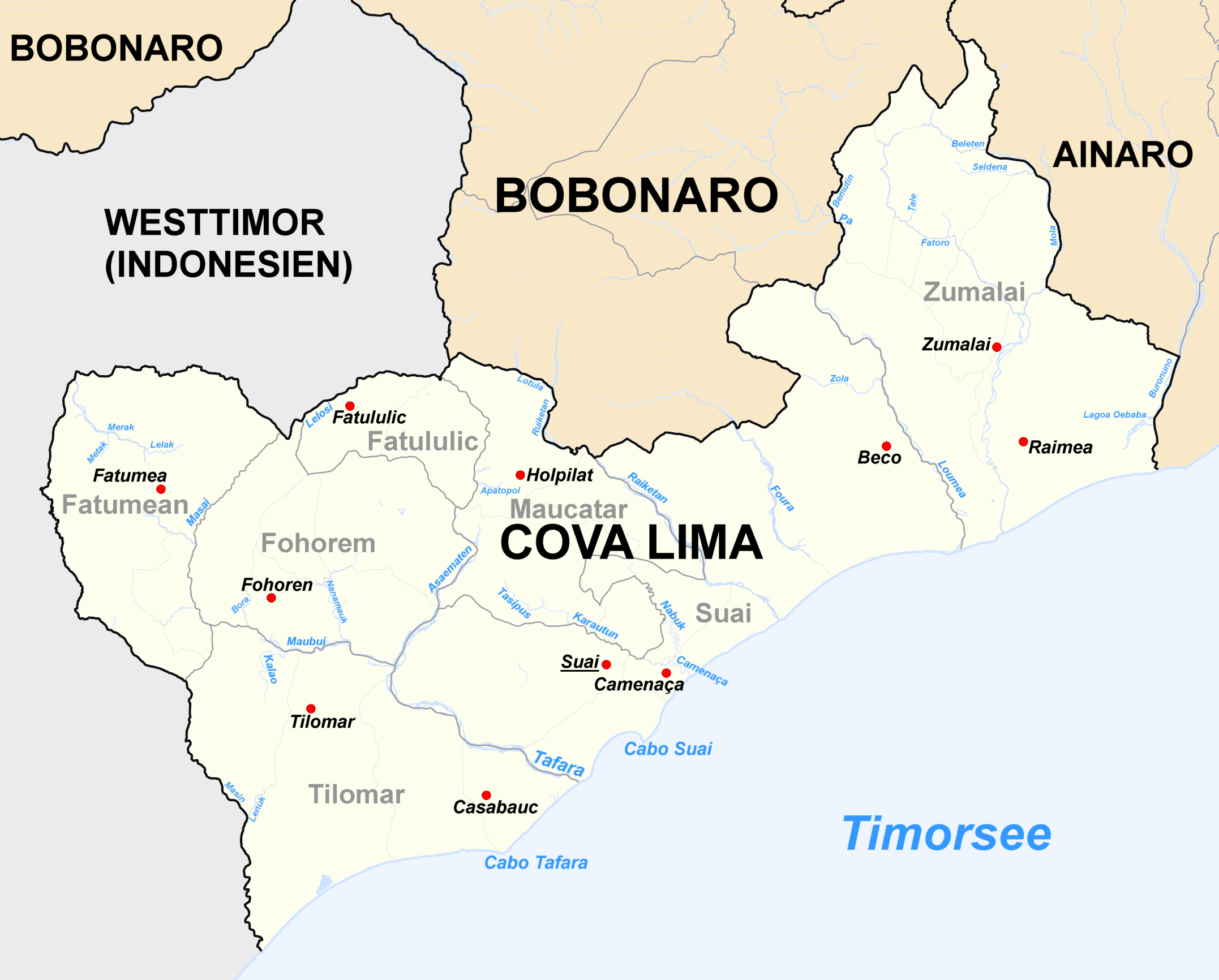
Villes et rivières de municipalité